# Esgrima nos Jogos Olímpicos de Verão de 1984
A esgrima nos Jogos Olímpicos de Verão de 1984 foi realizada em Los Angeles, nos Estados Unidos, com oito eventos disputados.

## Eventos da esgrima
Masculino: Florete individual | Espada individual | Sabre individual | Florete por equipe | Espada por equipe | Sabre por equipe
Feminino: Florete individual | Florete por equipe

## Masculino

### Florete individual masculino
| Pos. | País                     | Atletas         |
| ---- | ------------------------ | --------------- |
|      | Itália (ITA)             | Mauro Numa      |
|      | Alemanha Ocidental (FRG) | Matthias Behr   |
|      | Itália (ITA)             | Stefano Cerioni |

### Espada individual masculino
| Pos. | País         | Atletas         |
| ---- | ------------ | --------------- |
|      | França (FRA) | Philippe Boisse |
|      | Suécia (SWE) | Björne Väggö    |
|      | França (FRA) | Philippe Riboud |

### Sabre individual masculino
| Pos. | País                 | Atletas              |
| ---- | -------------------- | -------------------- |
|      | França (FRA)         | Jean-François Lamour |
|      | Itália (ITA)         | Marco Marin          |
|      | Estados Unidos (USA) | Peter Westbrook      |

### Florete por equipe masculino
| Ouro                                                                              | Prata                                                                                  | Bronze                                                                                |
| ITA Itália Mauro Numa Andrea Borella Stefano Cerioni Angelo Scuri Andrea Cipressa | FRG Alemanha Ocidental Matthias Behr Mathias Gey Harald Hein Frank Beck Klaus Reichert | FRA França Philippe Omnès Patrick Groc Frédéric Pietruszka Pascal Jolyot Marc Cerboni |

### Espada por equipe masculino
| Ouro                                                                                            | Prata                                                                                       | Bronze                                                                            |
| FRG Alemanha Ocidental Elmar Borrmann Volker Fischer Gerhard Heer Rafael Nickel Alexander Pusch | FRA França Philippe Boisse Jean-Michel Henry Olivier Lenglet Philippe Riboud Michel Salesse | ITA Itália Stefano Bellone Sandro Cuomo Cosimo Ferro Roberto Manzi Angelo Mazzoni |

### Sabre por equipe masculino
| Ouro                                                                                               | Prata                                                                                               | Bronze                                                                             |
| ITA Itália Marco Marin Gianfranco Dalla Barba Giovanni Scalzo Ferdinando Meglio Angelo Arcidiacono | FRA França Jean-François Lamour Pierre Guichot Hervé Granger-Veyron Philippe Delrieu Franck Ducheix | ROM Romênia Marin Mustaţă Ioan Pop Alexandru Chiculiţă Corneliu Marin Vilmos Szabo |

## Feminino

### Florete individual feminino
| Pos. | País                     | Atletas          |
| ---- | ------------------------ | ---------------- |
|      | China (CHN)              | Luan Jujie       |
|      | Alemanha Ocidental (FRG) | Cornelia Hanisch |
|      | Itália (ITA)             | Dorina Vaccaroni |

### Florete por equipe feminino
| Ouro                                                                                                  | Prata                                                                                  | Bronze                                                                                               |
| FRG Alemanha Ocidental Ute Wessel Christiane Weber Cornelia Hanisch Sabine Bischoff Zita Funkenhauser | ROM Romênia Aurora Dan Monika Weber-Kosztó Rozália Oros Marcela Zsák Elisabeta Guzganu | FRA França Laurence Modainé Pascale Trinquet-Hachin Brigitte Gaudin Véronique Brouquier Anne Meygret |

## Quadro de medalhas da esgrima
| Ordem | País                   | Medalha de ouro | Medalha de prata | Medalha de bronze | Total |
| ----- | ---------------------- | --------------- | ---------------- | ----------------- | ----- |
| 1     | ITA Itália             | 3               | 1                | 3                 | 7     |
| 2     | FRG Alemanha Ocidental | 2               | 3                | 0                 | 6     |
| 3     | FRA França             | 2               | 2                | 3                 | 7     |
| 4     | CHN China              | 1               | 0                | 0                 | 1     |
| 5     | ROM Romênia            | 0               | 1                | 1                 | 2     |
| 6     | SWE Suécia             | 0               | 1                | 0                 | 1     |
| 7     | USA Estados Unidos     | 0               | 0                | 1                 | 1     |